# ウィリアム・R・トルバート
ウィリアム・リチャード・トルバート・ジュニア（英語: William Richard Tolbert Jr., 1913年5月13日 - 1980年4月12日）は、リベリアの政治家。同国大統領（第20代）を務めた。

## 人物
1913年5月13日にリベリアのモンセラード郡ベンソンビルでアメリコ・ライベリアンの子として生まれた。彼の祖父はアメリカのノースカロライナ州チャールストンからリベリアに渡った人物で、彼の祖父と家族は1879年にリベリアに入植した解放奴隷であった。
トルバートは同名の父と母シャルロットの間に生まれた。トルバート家はアメリコ・ライベリアンの中で最も大きい家族の一つだった。トルバートはリベリア大学を卒業。その後にヴィクトリアと結婚した。トルバートはバプテスト教会の牧師で、ウィリアム・タブマン政権で副大統領を務めた。
1971年に入院先のイギリスのロンドンの病院でタブマンが死亡すると、後継としてリベリアの大統領に就任した。1975年10月には、彼は国内唯一の合法政党であるホイッグ党の公認を受け無投票で大統領に再選され、1976年1月から8年の任期が始まった。トルバートは、ソビエト連邦や中華人民共和国などと相次いで国交を結んで東側諸国に接近した。
しかし、4年後の1980年4月12日、アメリコ・ライベリアンの支配に不満を抱いていたリベリアの先住民部族出身のサミュエル・ドウ軍曹を中心とした志願兵による軍事クーデターが起こり、トルバートは殺害された。トルバートはベッドにいるところをドウの軍人グループ17人によって銃剣で体を八つ裂きにされ、彼の内臓は中庭にいる犬やハゲタカの餌として投げ捨てられている。またトルバートの兄で上院仮議長であるフランク・トルバートや下院議長のリチャード・アブロム・ヘンリーズ、セシル・デニス外務大臣など13人の政権幹部が形だけの裁判ののち、首都モンロビアの海岸で銃殺刑に処された。これにより、1878年から100年以上の間、同国の政権の座にあったホイッグ党と同党の主な支持基盤だったアメリコ・ライベリアンによるリベリア支配は終わりを迎えた。トルバート政権の閣僚のうち、脱出できたのはわずか4人だった（そのうちの一人、財務大臣エレン・ジョンソン・サーリーフは後に大統領となる）。トルバートの妻と子供たちは軟禁から解放されたのち、アメリカへ亡命した。
コートジボワール大統領のフェリックス・ウフェ＝ボワニとブルキナファソ大統領のブレーズ・コンパオレとは親戚関係にあった。ウフェ＝ボワニの養女の娘デイジードゥラフォスの夫であるアドルファス・B・トルバートはトルバートの義理息子であり、またコンパオレはアドルファスの死後、未亡人となったデイジードゥラフォス・トルバートと結婚した。このため、ウフェボワニとコンパオレの両大統領はトルバートを殺したサミュエル・ドウに対して個人的な恨みと憎しみを抱き、ドウに対して反乱を起こしたチャールズ・テーラーを支援した。結局、1990年にドウはテーラーと決別したプリンス・ジョンソンにより殺害された。